# Syrphophagus sosius
Syrphophagus sosius är en stekelart som först beskrevs av Walker 1837.  Syrphophagus sosius ingår i släktet Syrphophagus och familjen sköldlussteklar. Arten är reproducerande i Sverige. Inga underarter finns listade i Catalogue of Life.